# Пайтоне
Пайтоне (італ. Paitone) — муніципалітет в Італії, у регіоні Ломбардія, провінція Брешія.
Пайтоне розташоване на відстані близько 440 км на північ від Рима, 95 км на схід від Мілана, 14 км на схід від Брешії.
Населення — 2164 особи (2014).

## Демографія
Населення за роками:

Станом на 1 січня 2023 року в муніципалітеті офіційно проживало 238 іноземців з 26 країн, серед них 81 громадянин країн Євросоюзу та 8 громадян України.

## Сусідні муніципалітети
- Гавардо
- Нуволенто
- Превалле
- Серле
- Валліо-Терме